# Mont Banahaw
Le mont Banahaw, aussi appelé mont Banáhao ou Majaijai, en tagalog Bundok Banahaw et Bundok Banáhao, est un volcan des Philippines situé sur l'île de Luçon et culminant à 2 158 mètres d'altitude.

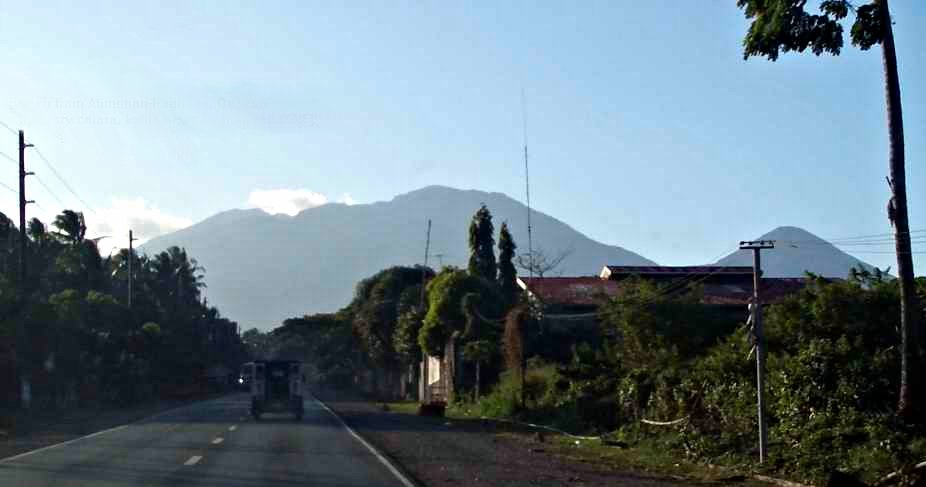
Vue du mont Banahaw depuis la route entre Atimonan et Pagbilao.